# 민지 (1964년생 가수)
민지(본명: 지영서, 1964년 2월 29일~)는 대한민국의 트로트 가수로, 《초혼》이라는 노래 작품으로써 일약 유명해졌다.
가요무대, 전국노래자랑, 노래가 좋아, 아침마당, MBC가요베스트, 전국 TOP 10 가요쇼, 아이넷TV 성인가요콘서트, 광주방송, 가요TV 쇼 온누리아리랑, 실버아이TV, 그 외 지역별 케이블 TV에 자주 출연하고 있다. 뿐만 아니라 TBN 차차차, 신나는 오후, 대전MBC 즐거운 오후 2시와 같은 보이는 라디오에서도 활발한 활동을 보이고 있다.

## 생애
1남 7녀(8남매) 가운데 셋째(차녀)로 태어났으며, 초등학교 1학년 재학 중(1970년)엔 특정 지역 방송국에서 열리는 동요 대회에 출전하는 등 어린 시절부터 노래에 대한 열정을 보여왔다. 1982년 당시 만18살이 되던 어느 날, 가수가 되기 위해 기차를 타고 서울로 상경을 했고, 그곳에서 초혼을 작곡한 작곡가 김수환을 만나 오랜 트레이닝을 받게 되었다. 트레이닝을 받던 시절(1989년)에는 언더그라운드 보컬 그룹 싱어로 활동을 해왔으며, 15년이 넘는 긴 무명 생활을 보내다 2004년에 작곡가 김수환으로부터 초혼이라는 곡을 받아 정식 데뷔하게 되었다.
초혼으로 한창 활약했을 당시, 유명 시인(김소월)의 시가 그대로 가사로 쓰였다는 점이 큰 화제가 되었으며, 빠른 템포와 시원하게 지르는 창법 덕에 전국의 가요제, 노래자랑에 초대가수로 자주 초청받곤 했었다. 그렇게 초혼으로 3~4년 가량 활동을 해온 민지는 2008년 작곡가 추가열로부터 '신경 좀 써주세요'라는 곡을 발표했고, 기존의 지르는 창법과 달리 차분히 속삭이는 창법으로 노래 스타일에 큰 변화를 가져오게 되었다.
이후 '한 눈 팔지마', '돈', '지지고 볶고 살자' 등의 히트곡을 발표한 민지는 2018년 '오빠 달려'라는 곡을 발표하였는데, 템포가 상당히 빠른 편에 속하며, 댄스곡인 만큼 안무까지 선보이게 되었다. '오빠 달려'를 통해 민지는 세미 트로트에도 도전장을 내밀게 되었고, 이는 대중에게 보다 친근한 이미지로 다가가게 하였다. 그렇게 다양한 장르에 도전한 민지는 자신의 곡은 물론 동료 가수의 곡 또한 종종 커버하고 있으며, 2023년 '꽃다운 여자'를 발매할 당시에는 멜론 트로트 최신 Top3에 오르기도 했다. 2025년 현재까지 15곡이 넘는 히트곡을 보유하였으며, 전국 각지의 행사 및 방송에서 대중들과 자주 소통하고 있다.

## 정식 데뷔
- 2004년 1집 앨범 "초혼"

## 대표곡
- 잘가 잘가 / 사랑을 찾습니다 - (2024.10.11)
- 여수 - (2024.04.17)
- 억지 춘양아 - (2023.06.22)
- 조연 - (2023.05.18)
- 꽃다운 여자 - (2023.01.09)
- 때로는 친구처럼 - (2022.02.05)
- 인생은 즐겁게 - (2020.12.17)
- 오빠 달려 / 내맘 알랑가 몰라 - (2018.06.26)
- 지지고 볶고 살자 - (2017.10.24)
- 돈 / 한 눈 팔지마 - (2016.04.21)
- 돈 / 통일 열차 / 한 눈 팔지마 / 초혼 - (2012.12.01)
- 한 눈 팔지마 - (2011.04.11)
- 대전은 내사랑(대전의 노래) / 구봉산 메아리 - (2009.09.10)
- 신경 좀 써주세요 - (2008.02.15)
- 대전은 내 사랑(대전의 노래) - (2006.02.15)
- 초혼 - (2004.09.01)

## 수상
- 2023년 제6회 가요TV 가요대상 베스트싱어 대상 수상[2]
- 2022년 제5회 가요TV 가요대상 베스트싱어 대상 수상[3]
- 2022년 대전 지방 교청청장 표창
- 2017년 제14회 지역 신문의 날 '사회봉사 대상' 수상[4]
- 2015년 제21회 대한민국 연예예술상 연예예술 발전 공로상 수상
- 2012년 제2회 대한민국 문화 예술 시상식 10대 가수상 수상

## 기타 활동

### 홍보대사
- 대전광역시 동구청 홍보대사 (2022)[5]
- 한국 나눔 연맹 홍보대사 (2017~)
- 보은군 대추 축제 홍보대사 (2012~2015)
- KBS 재능 나눔 봉사단 (2012~2016)

### 광고
- 파주 오딧세이 더테라스뷰 광고 (with 파주 시민 경찰) (2022)[6]
- 토리 증평 가구 마을 광고 (2020)[7]